# Șimișna
Șimișna – wieś w Rumunii, w okręgu Sălaj, w gminie Șimișna. W 2011 roku liczyła 815 mieszkańców.